# 23.ª División Panzer
La 23.ª División Panzer (en alemán: 23. Panzer-Division) fue una división blindada (Panzer) de la Wehrmacht activa durante la Segunda Guerra Mundial. Formada en Francia a finales de 1941, la división pasó toda su historia de combate en el Frente Oriental.

## Historia
La 23.ª División Panzer se formó el 21 de septiembre de 1941 en Francia. Fue creada alrededor de la 101.ª Brigada Panzer y dos regimientos de infantería e inicialmente equipada con «tanques de botín» de origen franceses que poco después se sustituyeron por tanques alemanes.
En marzo de 1942, la división fue al Frente Oriental cerca de Járkov e integrada en el 6.º Ejército alemán. Debía permanecer dentro del Grupo de Ejércitos Sur durante la mayor parte de su servicio. La división participó en el avance alemán al Cáucaso (véase Fall Blau), pero posteriormente fue enviada al norte de Stalingrado. Escapó del cerco cuando el 6.º Ejército quedó atrapado allí y participó en el posterior intento fallido de socorro. Al final de su primer año en el Frente Oriental, la 23.ª División Panzer había perdido el 90 % de sus tanques.
La 23.ª División Panzer tomo parte de la defensa y retirada alemana en el sur de Ucrania, y con frecuencia se movía entre puntos de crisis. Entre abril y julio de 1944 formó parte del 8.º Ejército dentro del Grupo de Ejércitos Ucrania Sur que defendía el área al norte de Jassy.
Después de ser enviada a Polonia a mediados de 1944, la división regresó al sector sur durante el colapso del frente alemán en Rumanía. Después de la retirada a Hungría, la división luchó allí en una serie de duras batallas defensivas. La mayor parte de la división quedó atrapada y destruida en Székesfehérvár en marzo de 1945. El resto de la división se rindió a las fuerzas británicas en mayo de 1945.

## Comandantes
Los comandantes de la división fueron:
- Generalleutnant Hans Reichsfreiherr von Boineburg-Lengsfeld (25 de septiembre-16 de noviembre de 1941)
- Generalmajor Heinz-Joachim Werner-Ehrenfeucht (16–22 de noviembre de 1941)
- Generalleutnant Hans Reichsfreiherr von Boineburg-Lengsfeld (22 de noviembre de 1941 – 20 de julio de 1942)
- Generalmajor Erwin Mack † (20 de julio-26 de agosto de 1942)
- Generalleutnant Hans Reichsfreiherr von Boineburg-Lengsfeld (26 de agosto– 26 de diciembre de 1942)
- General der Panzertruppe Nikolaus von Vormann (26 de diciembre de 1942 – 25 de octubre de 1943)
- Generalmajor Ewald Kräber (25 de octubre-1 de noviembre de 1943)
- Generalmajor Heinz-Joachim Werner-Ehrenfeucht (1–18 de noviembre de 1943)
- Generalmajor Ewald Kräber (18 de noviembre de 1943-9 de junio de1944)
- Generalleutnant Joseph von Radowitz (9 de junio de 1944-8 de mayo de 1945)

## Composición
| 1942                                                                  | 1943                                                          |
| --------------------------------------------------------------------- | ------------------------------------------------------------- |
| - Panzer-Regiment 201                                                 | - Panzer-Regiment 23                                          |
| - Schützen-Brigade 23 - Schützen-Regiment 126 - Schützen-Regiment 128 | - Panzergrenadier-Regiment 126 - Panzergrenadier-Regiment 128 |
| - Kradschützen-Bataillon 23                                           |                                                               |
| - Aufklärungs-Abteilung 23                                            | - Panzer-Aufklärungs-Abteilung 23                             |
| - Artillerie-Regiment 128                                             | - Panzer-Artillerie-Regiment 128                              |
| - Panzerjäger-Abteilung 128                                           | - Panzerjäger-Abteilung 128                                   |

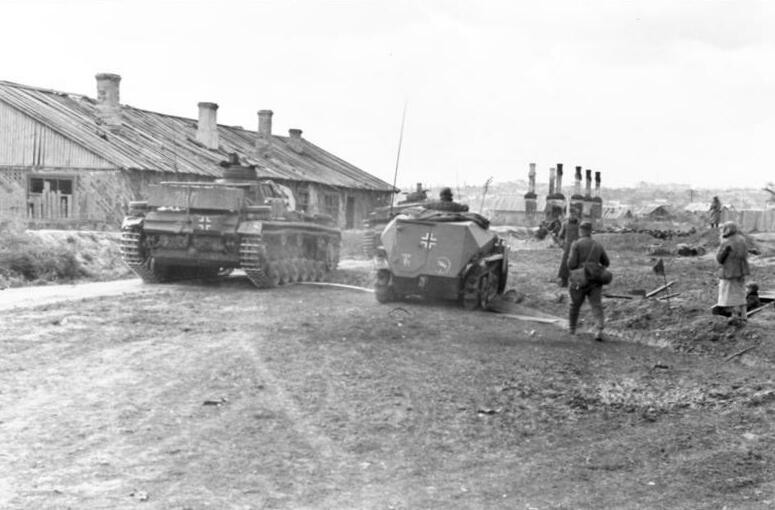
Un Panzer III y un vehículo de combate de infantería ligera (Sd.Kfz 250) de la división en el sur de Rusia el 21 de junio de 1942

|                                                                       | - Heeres-Flak-Artillerie-Abteilung 278                        |
| - Feldersatz-Bataillon 128                                            | - Feldersatz-Bataillon 128                                    |
| - Panzer-Pionier-Bataillon 51                                         | - Panzer-Pionier-Bataillon 51                                 |
| - Nachrichten-Abteilung 128                                           | - Panzer-Nachrichten-Abteilung 128                            |
| - Versorgungstruppen 128                                              | - Panzer-Versorgungstruppen 128                               |